# Camping World Bowl 2018
Match précédent Match suivant
Le Camping World Bowl 2018 est un match de football américain de niveau universitaire joué après la saison régulière de 2018, le 28 décembre 2018 au Camping World Stadium d'Orlando dans l'État de Floride aux États-Unis.
Il s'agit de la 29e édition du Camping World Bowl.
Le match met en présence l’ équipe des Mountaineers de la Virginie-Occidentale issue de la Big 12 Conference et l’équipe des Orange de Syracuse issue de la Atlantic Coast Conference.
Il débute vers 17 h 20, heure locale et est retransmis à la télévision par ESPN.
Les Orange de Syracuse remportent le match sur le score de 34 à 18.

## Présentation du match
Il s'agit de la 61e rencontre entre les deux équipes, Syracuse en ayant remporté 33 pour 27 à West Virginia
| Équipes | Conférences | Entraîneurs         | Stats. saison rég. | Classements avant le bowl CFP-AP-Coaches |
| --- | ----------- | ------------------- | ------------------ | ---------------------------------------- |
| Mountaineers de la Virginie-Occidentale                                                                     | Big 12      | Dana Holgorsen (en) | 8 - 3              | no 16 - no 15 - no 16                    |
| Orange de Syracuse                                                                                          | ACC         | Dino Babers (en)    | 9 - 3              | no 20 - no 17 - no 17                    |
| Arbitre : Steve Strimling (Pac-12) Équipe donnée favorite par les bookmakers : West Virginia par 1½ points. |             |                     |                    |                                          |

### Mountaineers de la Virginie-Occidentale
Avec un bilan global en saison régulière de 8 victoires et 3 défaites (6-3 en matchs de conférence), West Virginia est éligible et accepte l'invitation pour participer au Camping World Bowl de 2018.
Ils terminent 4e de la Big 12 Conference derrière no 4 Oklahoma, no 14 Texas et no 25 Iowa State.
À l'issue de la saison 2018 (bowl non compris), ils seront classés #16 aux classements CFP et Coaches et #15 au classement AP.
Il s'agit de leur première apparition au Camping World Bowl.
Il s'agit de leur 4e participation au Camping World Bowl qu'ils n'ont jamais remporté :
| Dates            | Saisons | Adversaires                   | Scores | Victoires - Défaites |
| ---------------- | ------- | ----------------------------- | ------ | -------------------- |
| 2 janvier 1995   | 1994    | South Carolina Gamecocks      | 24-21  | D, 0 - 1             |
| 29 décembre 1997 | 1997    | Georgia Tech Yellow Jackets   | 35-30  | D, 0 - 2             |
| 28 décembre 2010 | 2010    | North Carolina State Wolfpack | 23-07  | D, 0 - 3             |
| 28 décembre 2016 | 2016    | Miami Hurricanes              | 31-14  | D, 0 - 4             |

| Poste       | Joueur            | Statistiques                                                     |
| ----------- | ----------------- | ---------------------------------------------------------------- |
| Quarterback | Will Grier        | 266/397 passes réussies pour 3864 yards, 37 TDs, 8 interceptions |
| Coureur     | Kennedy McKoy     | 128 courses pour 729 yards nets gagnés et 7 TDs                  |
| Receveur    | Gary Jennings Jr. | 54 réceptions pour 917yards et 13 TDs                            |

### Orange de Syracuse
Avec un bilan global en saison régulière de 9 victoires et 3 défaites (6-2 en matchs de conférence), Syracuse est éligible et accepte l'invitation pour participer au Camping World Bowl de 2018.
Ils terminent 2e de l'Atlantic Division de la Atlantic Coast Conference derrière no 2 Clemson.
À l'issue de la saison 2018 (bowl non compris), ils seront classés #20 au classement CFP et AP et # 17 aux classements AP et Coaches.
Il s'agit de leur 2e participation au Camping World Bowl :
| Dates            | Saisons | Adversaires                 | Scores | Victoires - Défaites |
| ---------------- | ------- | --------------------------- | ------ | -------------------- |
| 21 décembre 2004 | 2004    | Georgia Tech Yellow Jackets | 51-14  | D, 0 - 1             |

| Poste       | Joueur       | Statistiques                                                     |
| ----------- | ------------ | ---------------------------------------------------------------- |
| Quarterback | Eric Dungey  | 205/341 passes réussies pour 2565 yards, 17 TDs, 7 interceptions |
| Coureur     | Moe Neal     | 147 courses pour 827 yards nets gagnés et 5 TDs                  |
| Receveur    | Jamal Custis | 46 réceptions pour 826 yards et 6 TDs                            |

## Résumé du match
Résumé et photo sur la page du site francophone The Blue Pennant.
Début du match à 17 h 20, fin à 20 h 53 pour une durée totale de jeu de 3 h 33 min.
Températures de 27 °C, vent de SSE de 8 km/h , ciel clair et ensoleillé.
| QT          | Temps       | Drive       | Drive       | Drive       | Équipe      | Description de l'action | Score | Score |
| QT          | Temps       | Jeux        | Yards       | TDP         | Équipe      | Description de l'action | WV    | SYR   |
| ----------- | ----------- | ----------- | ----------- | ----------- | ----------- | --- | ----- | ----- |
| 1           | 06:42       | 10          | 45          | 04:52       | WV          | FG de 28 yards par K. Staley Evan | 3     | 0     |
| 1           | 03:01       | 10          | 91          | 03:35       | SYR         | TD à la suite d'une course de 4 yards par RB Adams, Abdul + 1 point de conversion par K. Szmyt, Andre                                   | 3     | 7     |
| 2           | 13:52       | 4           | 16          | 01:08       | WV          | TD à la suite d'une course de 3 yards par RB McKoy, Kennedy mais la conversion à 1 point par K. Szmyt, Andre échoue                     | 9     | 7     |
| 2           | 08:30       | 6           | 62          | 01:50       | SYR         | TD à la suite d'une course de 1 yard par RB Adams, Abdul + 1 point de conversion par K. Szmyt, Andre                                    | 9     | 14    |
| 2           | 06:33       | 5           | 56          | 01/57       | WV          | FG de 36 yards par K. Staley Evan | 12    | 14    |
| 3           | 10:11       | 9           | 48          | 04:49       | WV          | FG de 44 yards par K. Staley Evan | 15    | 14    |
| 3           | 06:16       | 10          | 57          | 03:55       | SYR         | FG de 39 yards par K. Andre Szmyt | 15    | 17    |
| 3           | 03:23       | 10          | 55          | 02:53       | WV          | FG de 49 yards par K. Staley Evan | 18    | 17    |
| 4           | 14:54       | 11          | 75          | 03:29       | SYR         | TD de 14 yards par WR Trishton Jackson à la suite d'une réception de passe de QB Eric Dungey + 1 point de conversion par K. Andre Szmyt | 18    | 24    |
| 4           | 12:55       | 5           | 2           | 01:49       | SYR         | FG de 34 yards par K. Andre Szmyt | 18    | 27    |
| 4           | 09:59       | 4           | 58          | 01:37       | SYR         | TD à la suite d'une course de 4 yards par RB Jarveon Howard + 1 point de conversion par K. Andre Szmyt                                  | 18    | 34    |
| Score final | Score final | Score final | Score final | Score final | Score final | Score final | 18    | 34    |

## Statistiques
| Nom         | Équipe   | Poste |
| ----------- | -------- | ----- |
| Eric Dungey | Syracuse | QB    |

| Statistiques                           | WV                                                    | SYR                                                   |
| -------------------------------------- | ----------------------------------------------------- | ----------------------------------------------------- |
| 1er down                               | 14                                                    | 28                                                    |
| 1er down à la course                   | 7                                                     | 12                                                    |
| 1er down à la passe                    | 10                                                    | 10                                                    |
| 1er down suite pénalité                | 1                                                     | 2                                                     |
| Conversion de 3e down                  | 8/18                                                  | 5/14                                                  |
| Conversion de 4e down                  | 0/3                                                   | 0/0                                                   |
| Jeux–yards                             | 74 jeux pour 423 yards                                | 73 jeux pour 418 yards                                |
| Yards à la course                      | 36 courses pour 146 yards moyenne de 4,1 yards/course | 43 courses pour 115 yards moyenne de 2,7 yards/course |
| Yards à la passe                       | 277                                                   | 303                                                   |
| Passes : Réussies-Tentées-Interceptées | 19/38 passes complétées, 1 interception               | 21/30 passes complétées, 2 interceptions              |
| Réussite en zone rouge/chances         | 1/2                                                   | 3/3                                                   |
| TD                                     | 1                                                     | 4                                                     |
| Field Goals                            | 4/4                                                   | 2/2                                                   |
| Sacks (Nombre-Yards)                   | 5 pour 30 yards adverses perdus                       | 5 pour 39 yards adverses perdus                       |
| Fumbles (Nombre/Perdus)                | 0/0                                                   | 0/0                                                   |
| Pénalités (Nombre/Yards perdus)        | 6 pour 65 yards perdus                                | 11 pour 90 yards perdus                               |
| Temps de possession                    | 29:32                                                 | 30/28                                                 |

| Quarterbacks        | Quarterbacks    | Quarterbacks                                                                                     |
| ------------------- | --------------- | ------------------------------------------------------------------------------------------------ |
| WV                  | Jack Allison    | 17/35 passes complétées, 277 yards, 1 interception, 0 TD, 4 sacks subis, évaluation QB de 109,3  |
| SYR                 | Eric Dungey     | 21/30 passes complétées, 303 yards, 2 interceptions, 1 TD, 5 sacks subis, évaluation QB de 152,5 |
| Meilleurs coureurs  |                 |                                                                                                  |
| WV                  | Kennedy McKoy   | 17 courses pour 73 yards nets gagnés, 1 TD, moyenne de 4,3 yards/course                          |
| SYR                 | Moe Neal        | 8 courses pour 42 yards nets gagnés, 0 TD, moyenne de 5,3 yards/course                           |
| Meilleurs receveurs |                 |                                                                                                  |
| WV                  | David Sills V   | 4 réceptions pour 90 yards gagnés, 0 TD                                                          |
| SYR                 | Jamal Custis    | 5 réceptions pour 80 yards gagnés, 0 TD                                                          |
| Meilleurs tacklers  |                 |                                                                                                  |
| WV                  | Long Jr., David | 14 tacles dont 8 en solo, ½ TFL et 1 QB Hit                                                      |
| SYR                 | Andre Cisco     | 9 tacles dont 5 en solo,                                                                         |